# قلعة سرخ (فلاورجان)
قلعة سرخ (بالفارسية: قلعه سرخ) هي قرية تقع في قسم غركن الشمالي الريفي (مقاطعة فلاورجان) في إيران. يقدر عدد سكانها بـ 418 نسمة بحسب إحصاء 2016.